# Сантагаміна

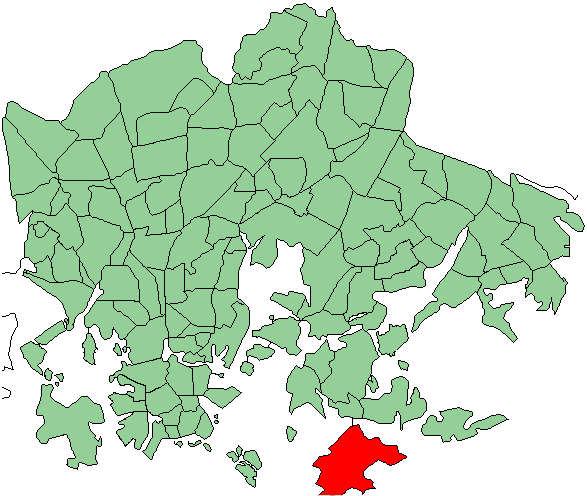
Сантагаміна на мапі Гельсінкі

Сантагаміна (фін. Santahamina, (швед. Sandhamn) — острів та район Гельсінкі, Фінляндія. Площа — 4,28 km², населення — 473 (2013) особи.
На острові розташована військова база Гвардійського єгерського полку та Національний університет оборони